# Klosterhof (Gersthofen)

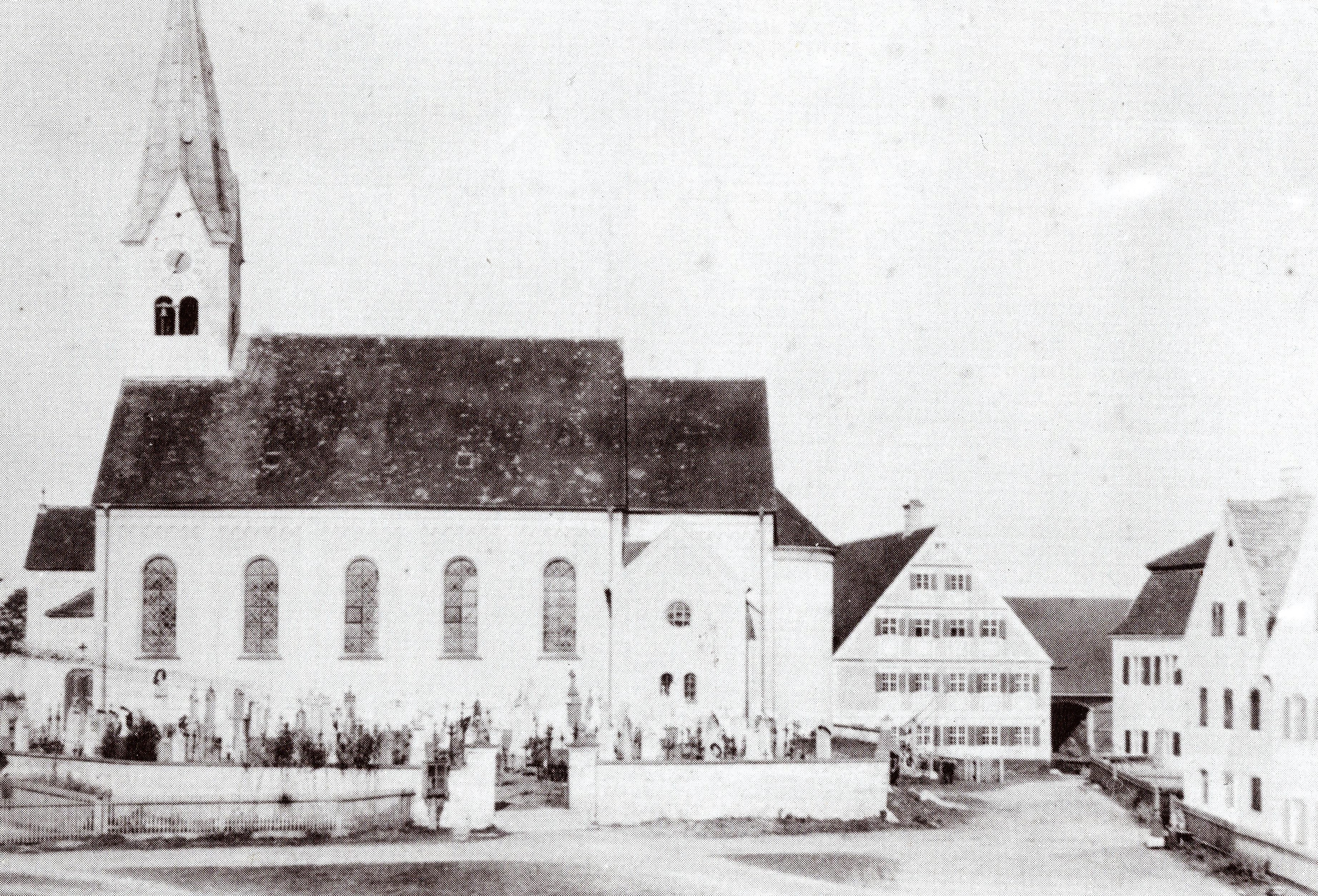
Pfarrkirche und rechts Hauptgebäude des Klosterhofes, 1891

Der ehemalige Klosterhof, früher auch Klostergut St. Ursula bzw. hinterer Maierhof in Gersthofen im schwäbischen Landkreis Augsburg (Bayern), war ein historisches Gebäudeensemble unmittelbar neben der Pfarrkirche St. Jakobus major, das 1995 für den Neubau des Pfarrzentrums Oscar Romero abgerissen wurde. Das stattliche Wohngebäude mit originalen Dachstuhl aus der Mitte des 18. Jahrhunderts bildete zusammen mit der Kirche den räumlichen Abschluss der Hauptstraße.

## Geschichte

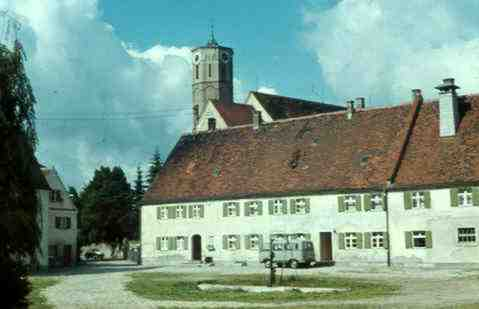
Wohngebäude des Klosterhofes, um 1950/60

### Vorgeschichte
Der Klosterhof stand auf einem Areal am Rande der Hochtrasse über den Lech, der den historischen Siedlungskern Gersthofens bildet. Man nimmt an, dass dort auf den Resten eines römischen Gutshofes, an dem einst die Straße Via Claudia vorbeiführte, in der zweiten Hälfte des 7. Jahrhunderts ein Herrenhof eines Germanen Gerfried erbaut wurde. Der karolingische Maierhof gab schließlich auch dem Ort seinen Namen. 969 erfolgte die erste urkundliche Erwähnung als Gerfredeshoua. Die benachbarte Pfarrkirche St. Jakobus major, auf den Resten eines römischen Merkurheiligtums errichtet, ging wohl aus einer Eigenkirche des Gutshofes hervor.

### Maier- und Klosterhof
Frühe urkundliche Quellen fehlen, jedoch war der Maierhof seit aufkommen der Patronatsrechten in Besitz des Domkapitels Augsburg, die ihn als Lehensträger weiterverliehen. Noch vor 1473 wurde er in einen vorderen und hinteren Maierhof mit den ehemaligen Hausnummern 21 und 22 aufgeteilt. Später war der Hof Klostergut des Dominikanerinnenklosters St. Ursula in Augsburg. 1935 bezogen die Schwestern die Gebäude, bis sie mit Wirkung vom 1. März 1984 wegen Überalterung in das Mutterhaus zurückberufen wurden. Die Hoffläche einschließlich Wohngebäude und Stallungen, die seit dem leer standen, gingen dann in den Besitz der örtlichen Pfarrei über.

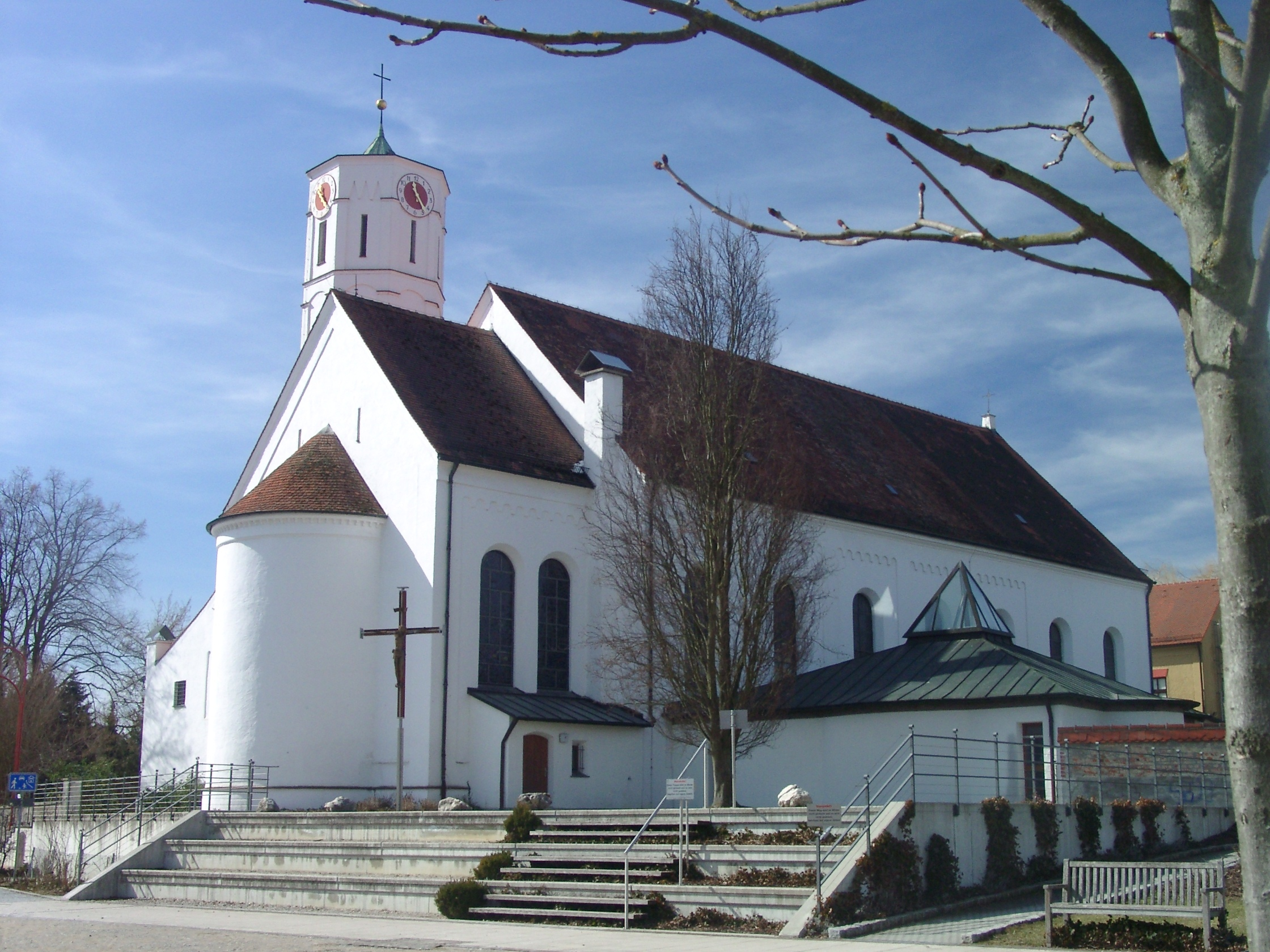
Blick vom ehemaligen Klosterhof auf die Pfarrkirche, 2004

### Abbruch
Da die stark heruntergekommenen Gebäude der Realisierung eines modernen Neubaus für ein Pfarrzentrum im Wege standen, forderte man deren Abbruch. Einwände gab es vor allem vom Landesamt für Denkmalpflege in München und der Regierung von Schwaben die versuchten im März 1995 den Abriss zu verhindern: „Es würde sehr bedauert, wenn diesem Antrag auf Abbruch stattgegeben würde, da es sich um eines der wenigen Baudenkmäler in der Stadt Gersthofen handelt.“ Unverständnis über die Haltung der Denkmalpflege äußerte der damalige Bürgermeister. Im Mai 1995 erfolgte schließlich der Abbruch aller Gebäudeteile. Das Grundstück steht seitdem leer. Auf der brachliegenden Fläche wurde ein Rasen angelegt sowie eine Treppe, die zur Kirche führt. Auf der gegenüberliegenden Seite wurde das Pfarrzentrum Oscar Romero errichtet.